# Do It On My Own
Singles par Remady
Give Me a Sign
(2010) Save Your Heart
(2010)
Singles par Craig David
Stuck in the Middle
(2009)
Singles par Manu-L
Give Me a Sign
(2010) Save Your Heart
(2010)
Pistes de No Superstar - The Album
No Superstar If You Believe
Do it on My Own est une chanson du DJ suisse Remady en collaboration avec le chanteur britannique Craig David et Manu-L sortie le 4 octobre 2010. La chanson a été écrite par Remady, Ben Mühlethaler, Emanuel Gut, C.A. David, D. Joseph, Thomas Schulz et produit par Remady. 3e single extrait de l'album No Superstar - The Album, la chanson se classe dans le top20 en France. 

## Clip vidéo
Le clip est en ligne le 20 octobre 2010 sur le site de partage YouTube sur le compte du label Happy Music. D'une durée de 3:06, le clip a été visionné plus de 4.2 millions de fois. Le DJ Remady, Craig David et Manu-L apparaissent dans le clip.

## Liste des pistes
Promo - Digital Global
1. Do It On My Own - 3:03

Promo - CD-Single 
1. Do It On My Own - 3:04

## Classements par pays
| Classement (2010)            | Meilleure position |
| ---------------------------- | ------------------ |
| France (SNEP)                | 12                 |
| France (Club 40)             | 3                  |
| Suisse (Schweizer Hitparade) | 28                 |